# Jaap Stam
Pour les articles homonymes, voir Stam.
Jakob Stam, dit Jaap Stam, né le 17 juillet 1972 à Kampen aux Pays-Bas, est un footballeur international néerlandais reconverti en entraîneur. Il joue au poste de défenseur central du début des années 1990 au milieu des années 2000.
Formé au PEC Zwolle,  il joue ensuite pour plusieurs grands clubs européens, dont le PSV Eindhoven, Manchester United, Lazio Rome, Milan AC et l'Ajax Amsterdam avant de prendre sa retraite. 
Il est élu meilleur défenseur de l'année UEFA en 1999 et 2000. Il remporte également la Ligue des champions en 1999 avec le club de Manchester United.
Stam a disputé 67 matchs internationaux pour les Pays-Bas. Il a disputé trois championnats d'Europe et la Coupe du monde 1998.
Reconverti entraîneur, il est d'abord adjoint au PEC Zwolle et à l'Ajax Amsterdam, avant de devenir entraîneur principal au Reading FC, puis de Zwolle au Feyenoord Rotterdam et enfin au FC Cincinnati entre 2020 et 2021.

## Biographie

### Carrière de joueur

#### Les débuts aux Pays-Bas (1992-1998)
Jaap Stam commence sa carrière dans le club amateur de DOS Kampen. Il rejoint ensuite le FC Zwolle et fait ses débuts en D2 le 15 août 1992 à l'occasion du match FC Zwolle-Héracles. Au bout d'une saison, il quitte Zwolle pour Cambuur Leeuwarden qui évolue en D1. Mais à l'issue de la saison, Cambuur est relégué en D2. Il reste une saison en D2 avant de retrouver la D1 sous les couleurs de Willem II Tilburg. Réalisant de très bons matchs, il est recruté dès le mois de janvier par le PSV Eindhoven. À la fin de la saison, il remporte son premier trophée avec le PSV : la Coupe des Pays-Bas en 1996. Lors de la saison 1996-1997, il remporte son premier championnat et est sacré meilleur joueur des Pays-Bas. Il reste encore une saison au PSV avant d'être acheté à l'été 1998 par Manchester United pour 12 millions d'Euros, devenant à l'époque le défenseur le plus cher du monde.

#### Manchester United (1998-2001)
Jaap Stam passe trois saisons à Manchester United. au cours desquelles United a remporté trois titres de Premier League, une FA Cup, la Coupe Intercontinentale et la Ligue des champions. Il a marqué son seul but pour le club lors d'une victoire 6-2 à l'extérieur contre Leicester City en janvier 1999.
Mais lors de la saison 2001-2002, il se brouille avec Alex Ferguson qui lui reproche ses déclarations dans son autobiographie "Head to head". Stam a fait de nombreuses déclarations dans le livre sur ses opinions des joueurs adverses et a notoirement allégué que Ferguson l'a acheté sans l'autorisation du PSV. Jaap quitte alors l'Angleterre pour l'Italie et signe à la Lazio de Rome.

#### Lazio Rome et Milan AC (2001-2006)
Pendant son séjour avec la Lazio, Stam a été reconnu coupable d'avoir le stéroïde nandrolone interdit dans son système après un match de Serie A, et a reçu une interdiction de cinq mois, qui a finalement été réduite d'un mois après les appels. Il était le deuxième joueur de la Lazio suspendu en 2001, après Fernando Couto. Cependant il gagne la Coupe d'Italie en 2004 face à la Juventus de Turin. 
Après l'Euro 2004, il signe au Milan AC où il remporte la Supercoupe d'Italie contre la Lazio. En 2005, il atteint la finale de la Ligue des champions, mais Milan s'incline contre Liverpool FC aux tirs au but après avoir mené 3-0. Il joue à Milan une autre saison puis décide de rentrer aux Pays-Bas.

#### Fin de carrière à l'Ajax (2006-2007)
À partir de la saison 2006-2007, il évolue à l'Ajax d'Amsterdam où il a signé un contrat de deux ans. Stam est nommé capitaine de l'équipe à son arrivée au club. Lors de sa première saison, il remporte la Coupe des Pays-Bas, puis la Supercoupe des Pays-Bas en 2006 et 2007.
Le 29 octobre 2007, Stam annonce sa retraite du football professionnel avec effet immédiat après avoir disputé six matches de championnat pour l'Ajax au cours de la saison 2007-2008. En début de saison, il glane un dernier trophée: une Supercoupe des Pays-Bas. Il joue son dernier match le 20 octobre 2007, un match nul 0-0 contre NEC Nimègue. À 35 ans, il dispute son dernier match sous les couleurs de l'Ajax, où il est sorti sur blessure avant le coup de sifflet final.

#### Sélection nationale (1996-2004)
Stam a fait ses débuts avec l'équipe de Pays-Bas le 24 avril 1996, lors d'une défaite 1-0 contre l'Allemagne.
Il est un joueur important de l'équipe néerlandaise qui a terminé quatrième de la Coupe du monde 1998.
Lors de l'Euro 2000, il atteint de nouveau les demi-finales avec l'équipe néerlandaise.
Stam rate un coup de pied de penalty important lors du championnat d'Europe aux des tirs au but, ce qui entraîne l'élimination de son équipe contre l'Italie en demi-finale.
Il atteint sa troisième demi-finale dans une compétition internationale à l'Euro 2004 face au Portugal et met fin à sa carrière internationale après le tournoi. 
Au total, il a disputé 67 matchs avec les Pays-Bas, marquant trois buts.

### Carrière d'entraîneur

#### Entraineur adjoint (2009-2014)
En 2009, Stam devient entraîneur adjoint de PEC Zwolle et, le 30 octobre, il est nommé entraineur intérimaire. Après son passage avec Zwolle, Stam signe un contrat de trois ans avec l'Ajax en 2013 en tant qu'entraîneur adjoint à partir de la saison d'Eredivisie 2013-2014. Le 28 mai 2014, Stam est nommé l'un des nouveaux managers de Jong Ajax, l'équipe réserve de celle concourant en Eerste Divisie. Il exerçait conjointement cette position avec Andries Ulderink. Ils signent un contrat commençant le 1er juillet 2014 et s'étalant jusqu'au 30 juin 2016.

#### Reading FC (2016-2018)
Le 13 juin 2016, Stam est nommé manager du club de Championship Reading dans le cadre d'un contrat initial de deux ans. Il connaît une première saison réussie avec le club, les menant aux éliminatoires du championnat. Le 4 juillet 2017, Stam signe une nouvelle prolongation de contrat de deux ans avec Reading, le maintenant au club jusqu'en 2019. Le 21 mars 2018, Reading annonce que Stam a quitté le club avec effet immédiat après une série de dix-huit matchs sans victoire. Reading est alors 20e au classement.

#### PEC Zwolle (2018-2019)
Le 28 décembre 2018, Stam est nommé nouveau manager du club Eredivisie, PEC Zwolle pour un contrat d'un an et demi.

#### Feyenoord Rotterdam (2019)
Le 6 mars 2019, Jaap Stam s'engage pour un contrat de deux ans avec le Feyenoord Rotterdam, qu'il rejoint pour la saison 2019-2020.
Il succéderait à Giovanni van Bronckhorst. Après une défaite face à l'Ajax, Stam démissionne le 28 octobre 2019.

#### FC Cincinnati (depuis 2020)
Le 21 mai 2020, il débarque en tant que coach du FC Cincinnati, club évoluant en Major League Soccer aux États-Unis. Ne présentant pas les résultats attendus après un an et demi aux commandes du club, il est démis de ses fonctions le 27 septembre 2021.

## Statistiques

### En tant que joueur
| Saison                | Club                  | Championnat           | Championnat | Championnat | Coupe(s) nationale(s) | Coupe(s) nationale(s) | Supercoupe | Supercoupe | Compétition(s) continentale(s) | Compétition(s) continentale(s) | Compétition(s) continentale(s) | Autres compétitions | Autres compétitions | Autres compétitions | Pays-Bas | Pays-Bas | Total | Total |
| Saison                | Club                  | Division              | M.          | B.          | M.                    | B.                    | M.         | B.         | Comp.                          | M.                             | B.                             | Comp.               | M.                  | B.                  | M.       | B.       | M.    | B.    |
| 1992-1993             | FC Zwolle             | Eerste Divisie        | 32          | 1           | -                     | -                     | -          | -          | -                              | -                              | -                              | -                   | -                   | -                   | -        | -        | 32    | 1     |
| 1993-1994             | Cambuur Leeuwarden    | Eredivisie            | 33          | 1           | -                     | -                     | -          | -          | -                              | -                              | -                              | -                   | -                   | -                   | -        | -        | 33    | 1     |
| 1994-1995             | Cambuur Leeuwarden    | Eerste Divisie        | 33          | 2           | -                     | -                     | -          | -          | -                              | -                              | -                              | -                   | -                   | -                   | -        | -        | 33    | 2     |
| Sous-total            | Sous-total            | Sous-total            | 66          | 3           | -                     | -                     | -          | -          | -                              | -                              | -                              | -                   | -                   | -                   | -        | -        | 66    | 3     |
| 1995-1996             | Willem II Tilburg     | Eredivisie            | 19          | 1           | -                     | -                     | -          | -          | -                              | -                              | -                              | -                   | -                   | -                   | -        | -        | 19    | 1     |
| 1995-1996             | PSV Eindhoven         | Eredivisie            | 14          | 1           | -                     | -                     | 1          | 0          | -                              | -                              | -                              | -                   | -                   | -                   | 1        | 0        | 16    | 1     |
| 1996-1997             | PSV Eindhoven         | Eredivisie            | 33          | 7           | -                     | -                     | 1          | 0          | C2                             | 4                              | 0                              | -                   | -                   | -                   | 7        | 0        | 45    | 7     |
| 1997-1998             | PSV Eindhoven         | Eredivisie            | 29          | 4           | 1                     | 0                     | 1          | 0          | -                              | -                              | -                              | -                   | -                   | -                   | 10       | 1        | 41    | 5     |
| Sous-total            | Sous-total            | Sous-total            | 79          | 12          | 1                     | 0                     | 3          | 0          | -                              | 4                              | 0                              | -                   | -                   | -                   | 18       | 1        | 105   | 13    |
| 1998-1999             | Manchester United     | PL                    | 30          | 1           | 7                     | 0                     | 1          | 0          | C1                             | 13                             | 0                              | -                   | -                   | -                   | 7        | 1        | 58    | 2     |
| 1999-2000             | Manchester United     | PL                    | 33          | 0           | -                     | -                     | 1          | 0          | C1                             | 13                             | 0                              | SU+CMC+CLT          | 1+2+1               | 0+0+0               | 11       | 1        | 62    | 1     |
| 2000-2001             | Manchester United     | PL                    | 15          | 0           | 1                     | 0                     | 1          | 0          | C1                             | 6                              | 0                              | -                   | -                   | -                   | 3        | 0        | 26    | 0     |
| 2001-2002             | Manchester United     | PL                    | 1           | 0           | -                     | -                     | 1          | 0          | -                              | -                              | -                              | -                   | -                   | -                   | 1        | 0        | 3     | 0     |
| Sous-total            | Sous-total            | Sous-total            | 79          | 1           | 8                     | 0                     | 4          | 0          | -                              | 32                             | 0                              | -                   | 4                   | 0                   | 22       | 2        | 149   | 3     |
| 2001-2002             | Lazio Rome            | Serie A               | 13          | 1           | -                     | -                     | -          | -          | C1                             | 5                              | 0                              | -                   | -                   | -                   | 5        | 0        | 23    | 1     |
| 2002-2003             | Lazio Rome            | Serie A               | 28          | 0           | -                     | -                     | -          | -          | C3                             | 4                              | 0                              | -                   | -                   | -                   | 7        | 0        | 39    | 0     |
| 2003-2004             | Lazio Rome            | Serie A               | 29          | 2           | -                     | -                     | -          | -          | C1                             | 7                              | 1                              | -                   | -                   | -                   | 15       | 0        | 51    | 3     |
| Sous-total            | Sous-total            | Sous-total            | 70          | 3           | -                     | -                     | -          | -          | -                              | 16                             | 1                              | -                   | -                   | -                   | 27       | 0        | 113   | 4     |
| 2004-2005             | AC Milan              | Serie A               | 17          | 0           | 3                     | 0                     | -          | -          | C1                             | 8                              | 1                              | -                   | -                   | -                   | -        | -        | 28    | 1     |
| 2005-2006             | AC Milan              | Serie A               | 25          | 1           | 3                     | 0                     | -          | -          | C1                             | 9                              | 0                              | -                   | -                   | -                   | -        | -        | 37    | 1     |
| Sous-total            | Sous-total            | Sous-total            | 42          | 1           | 6                     | 0                     | -          | -          | -                              | 17                             | 1                              | -                   | -                   | -                   | -        | -        | 65    | 2     |
| 2006-2007             | Ajax Amsterdam        | Eredivisie            | 25          | 1           | 4                     | 1                     | 1          | 0          | C1+C3                          | 2+7                            | 0+0                            | PO                  | 2                   | 0                   | -        | -        | 41    | 2     |
| 2007-2008             | Ajax Amsterdam        | Eredivisie            | 6           | 0           | -                     | -                     | 1          | 0          | C1+C3                          | 2+2                            | 0+0                            | -                   | -                   | -                   | -        | -        | 11    | 0     |
| Sous-total            | Sous-total            | Sous-total            | 31          | 1           | 4                     | 1                     | 2          | 0          | -                              | 13                             | 0                              | -                   | 2                   | 0                   | -        | -        | 52    | 2     |
| Total sur la carrière | Total sur la carrière | Total sur la carrière | 416         | 23          | 19                    | 1                     | 8          | 0          | -                              | 93                             | 2                              | -                   | 6                   | 0                   | 67       | 3        | 609   | 29    |

### En tant qu'entraîneur
Mis à jour le 1er octobre 2021.
| Reading FC    | 1 juillet 2016   | 21 mars 2018      | 98  | 41 | 21 | 36 | 136 | 143 | -7  | 41.84 |
| PEC Zwolle    | 28 décembre 2018 | 30 juin 2019      | 17  | 7  | 3  | 7  | 27  | 27  | +0  | 41.18 |
| Feyenoord     | 1 juillet 2019   | 28 octobre 2019   | 16  | 7  | 6  | 5  | 32  | 26  | +6  | 43.75 |
| FC Cincinnati | 21 mai 2020      | 27 septembre 2021 | 47  | 8  | 13 | 26 | 36  | 80  | -44 | 17.02 |
| Total         | Total            | Total             | 178 | 63 | 43 | 74 | 231 | 276 | -45 | 35.39 |

## Palmarès
PSV Eindhoven
- Championnat des Pays-Bas en 1997
- Vainqueur de la Coupe des Pays-Bas en 1996
- Vainqueur de la Supercoupe des Pays-Bas en 1996 et 1997
- Finaliste de la Coupe des Pays-Bas en 1998

 Manchester United
- Champion d'Angleterre en 1999, 2000 et 2001
- Vainqueur de la Coupe d'Angleterre en 1999
- Vainqueur de la Coupe intercontinentale en 1999
- Vainqueur de la Ligue des champions en 1999
- Finaliste de la Supercoupe de l’UEFA en 1999
- Finaliste de la Charity Shield en 1998, 1999, 2000 et 2001

 Lazio Rome
- Vainqueur de la Coupe d'Italie en 2004

 Milan AC
- Vainqueur de la Supercoupe d'Italie en 2004
- Finaliste de la Ligue des Champions en 2005

 Ajax Amsterdam
- Vainqueur de la Coupe des Pays-Bas en en 2007
- Vainqueur de la Supercoupe des Pays-Bas en 2006 et 2007

### En équipe nationale
- 4è de la Coupe du monde 1998
- Participation aux éditions 1996 (1/4 de finaliste), 2000 (1/2 finale) et 2004 (1/2 finale) du Championnat d'Europe.

## Distinctions personnelles
- Élu Soulier d'or néerlandais en 1997
- Élu  Meilleur défenseur de l'année UEFA en 1999 et 2000
- Élu footballeur de l’année du championnat de Pays-Bas en 1997
- Nommé dans l'équipe type de l'année de l'association ESM en 1999
- Nommé dans l'équipe type PFA de l'année du championnat d'Angleterre en 1999, 2000 et 2001
- Nommé dans l'équipe type des étrangers de la décennie 1992-2002 du championnat d'Angleterre

## Vie privée
Jaap Stam est protestant. Il a rencontré sa femme, Ellis, à l’âge de 16 ans, et le couple a eu deux filles et des jumeaux garçons. La naissance de sa première fille a été déclenchée deux semaines plus tôt afin qu’elle ait lieu entre la Coupe du monde 1998 et la reprise de l’entraînement de pré-saison avec Manchester United. Lorsqu’il jouait pour Manchester United, il vivait à Wilmslow, dans le Cheshire. Son cousin, Maurice van Ham, a également été footballeur professionnel.